# Alexander Kluge

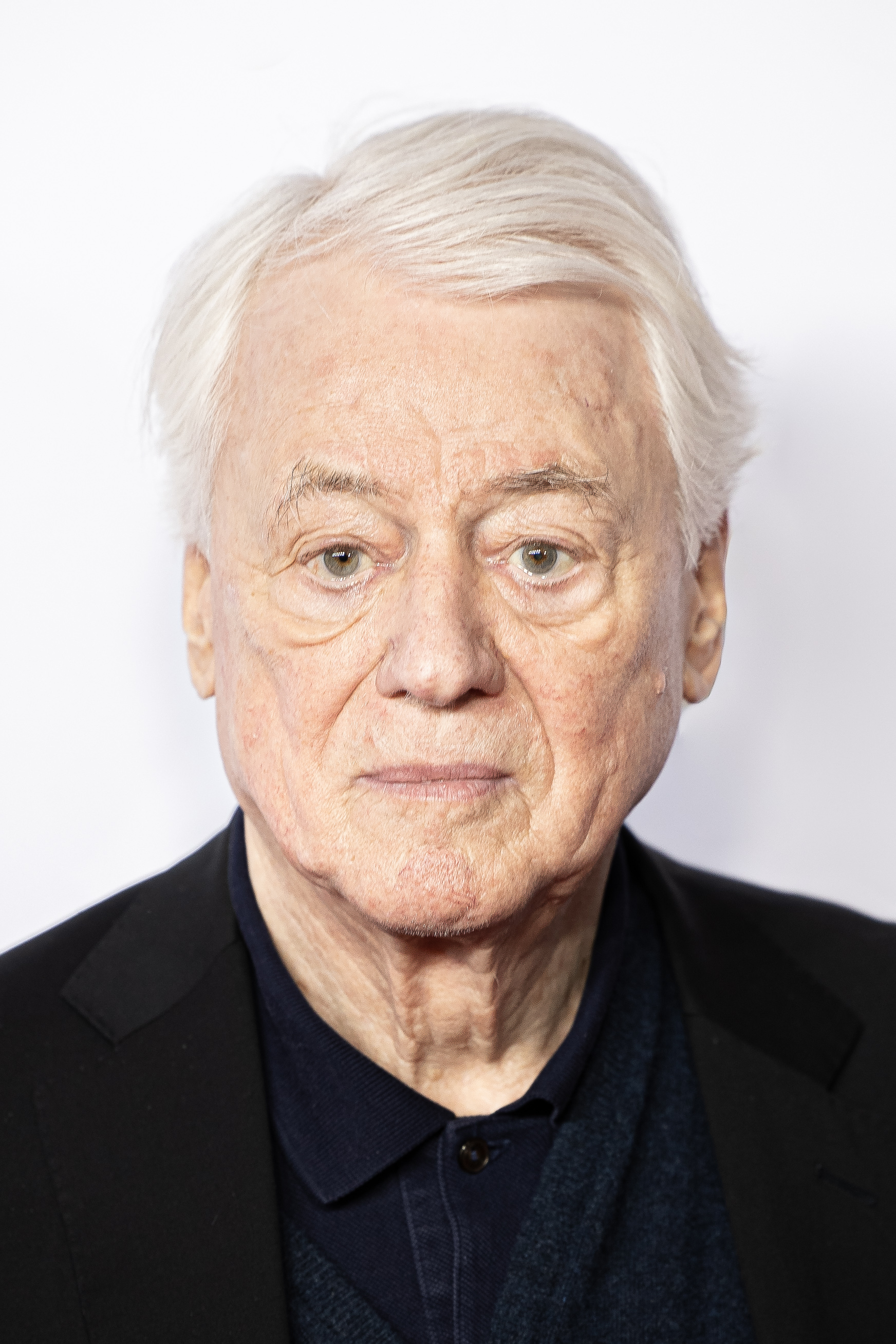
Alexander Kluge (2020)

Alexander Ernst Kluge (* 14. Februar 1932 in Halberstadt) ist ein deutscher Filmemacher, Fernsehproduzent, Schriftsteller, Drehbuchautor, bildender Künstler, Rechtsanwalt und Unternehmer.
Kluge wurde in den 1960er- und 1970er-Jahren als einer der einflussreichsten Vertreter des Neuen Deutschen Films bekannt, den er in Theorie und Praxis mitbegründet und weiterentwickelt hat. Als Autor machte er sich vor allem durch Kurzgeschichten einen Namen und gehörte zum Kreis um die Gruppe 47, außerdem verfasst er Schriften mit kulturellen, philosophischen und politischen Themen. 1987 wurde er unternehmerisch tätig und gründete die Produktionsfirma dctp, mit der es ihm gelang, eine Plattform für unabhängige Programme im deutschen Privatfernsehen zu schaffen.

## Leben

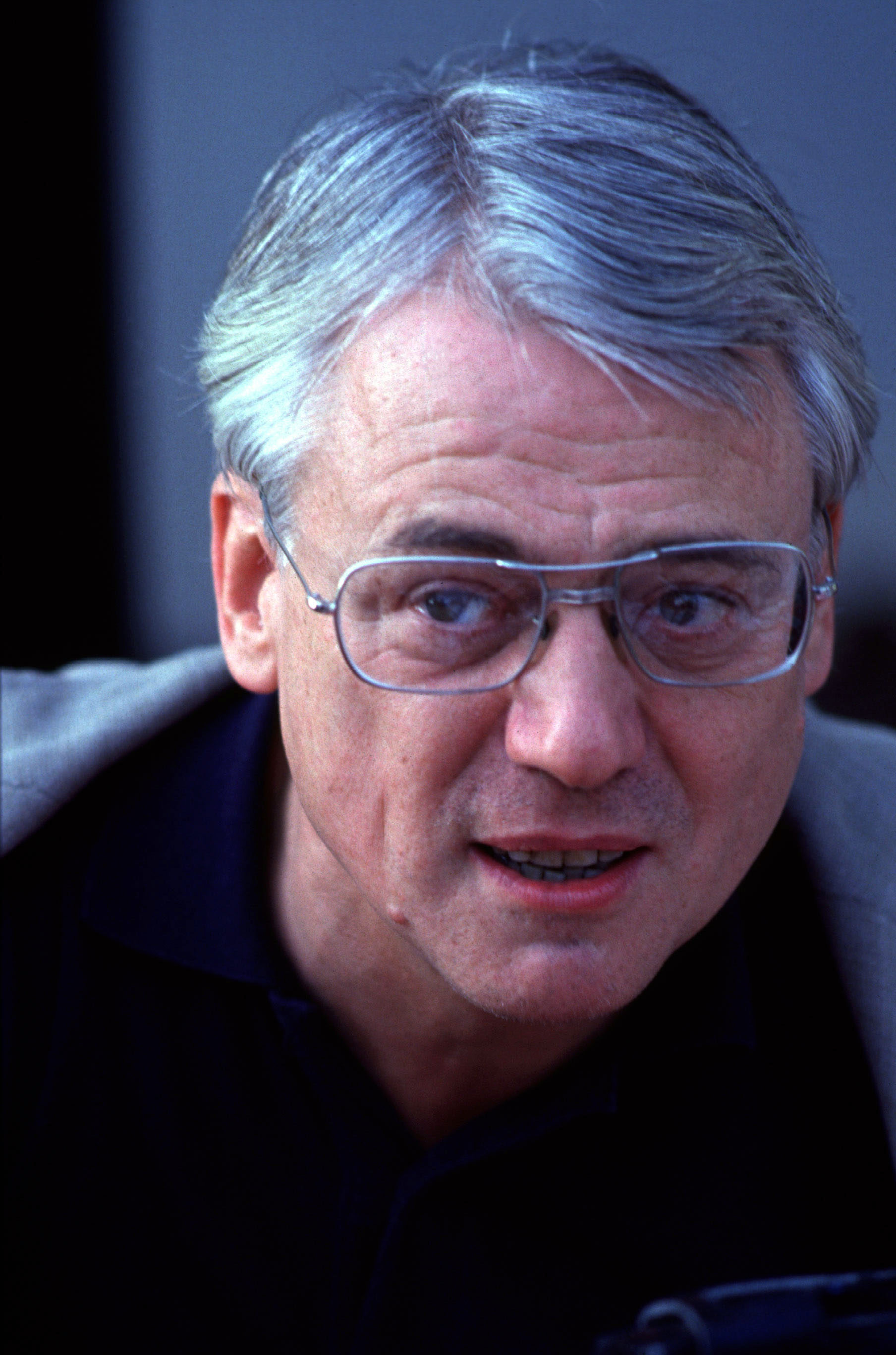
Alexander Kluge (1983)

Alexander Kluge wurde 1932 als Sohn des Arztes Ernst Kluge und dessen Frau Alice, geb. Hausdorf, in Halberstadt geboren. Er ist der ältere Bruder von Alexandra Kluge (1937–2017), die er später in mehreren seiner Filme als Schauspielerin einsetzte. Zunächst in Gotha eingeschult, besuchte er dann das Halberstädter Domgymnasium. Anfang 1945 trennten sich seine Eltern. Am 8. April 1945 erlebte der Dreizehnjährige die Zerstörung seiner Heimatstadt durch den Luftangriff auf Halberstadt. Er überlebte dabei nur knapp, als zehn Meter neben ihm eine Sprengbombe einschlug. Bis Kriegsende besuchte Kluge das Domgymnasium in Halberstadt. Danach zog er mit seiner Mutter nach Berlin-Charlottenburg und machte sein Abitur am Charlottenburger Gymnasium (heute Heinz-Berggruen-Gymnasium). Er studierte ab 1950 Rechtswissenschaften, Geschichte und Kirchenmusik in Freiburg im Breisgau, Marburg und Frankfurt am Main, dort u. a. bei Theodor W. Adorno. 1956 wurde er mit einer von Rudolf Reinhardt betreuten Dissertation über Die Universitäts-Selbstverwaltung. Ihre Geschichte und gegenwärtige Rechtsform zum Dr. iur. promoviert.
Kluge ging nach Frankfurt am Main, um bei Hellmut Becker, dem Justitiar des Instituts für Sozialforschung, sein juristisches Referendariat abzuleisten. Adorno vermittelte Kluge an Fritz Lang, der ihn von seinen literarischen Bestrebungen abbringen sollte, da er die Literatur für ein „abgeschlossenes Gebiet“ hielt.
Nach dem Bestehen seines Assessorexamens 1958 ließ er sich in Berlin und später München als Rechtsanwalt nieder. Es dauerte jedoch nicht lange und er wandte sich der literarischen Arbeit zu. Ab 1963 lehrte er als Professor an der Hochschule für Gestaltung Ulm und leitete mit Edgar Reitz die Abteilung für Filmgestaltung. Im selben Jahr gründete er auch seine eigene Produktionsfirma Kairos-Film. 1973 wurde er Honorarprofessor an der Universität Frankfurt am Main.
Kluge ist seit 1982 mit Dagmar Steurer verheiratet und hat eine Tochter, Sophie Kluge (* 1983), und einen Sohn (* 1985). Er war viele Jahre mit Hannelore Hoger liiert und lebt seit langer Zeit in München.

### Schriftsteller, Theoretiker, Filmemacher

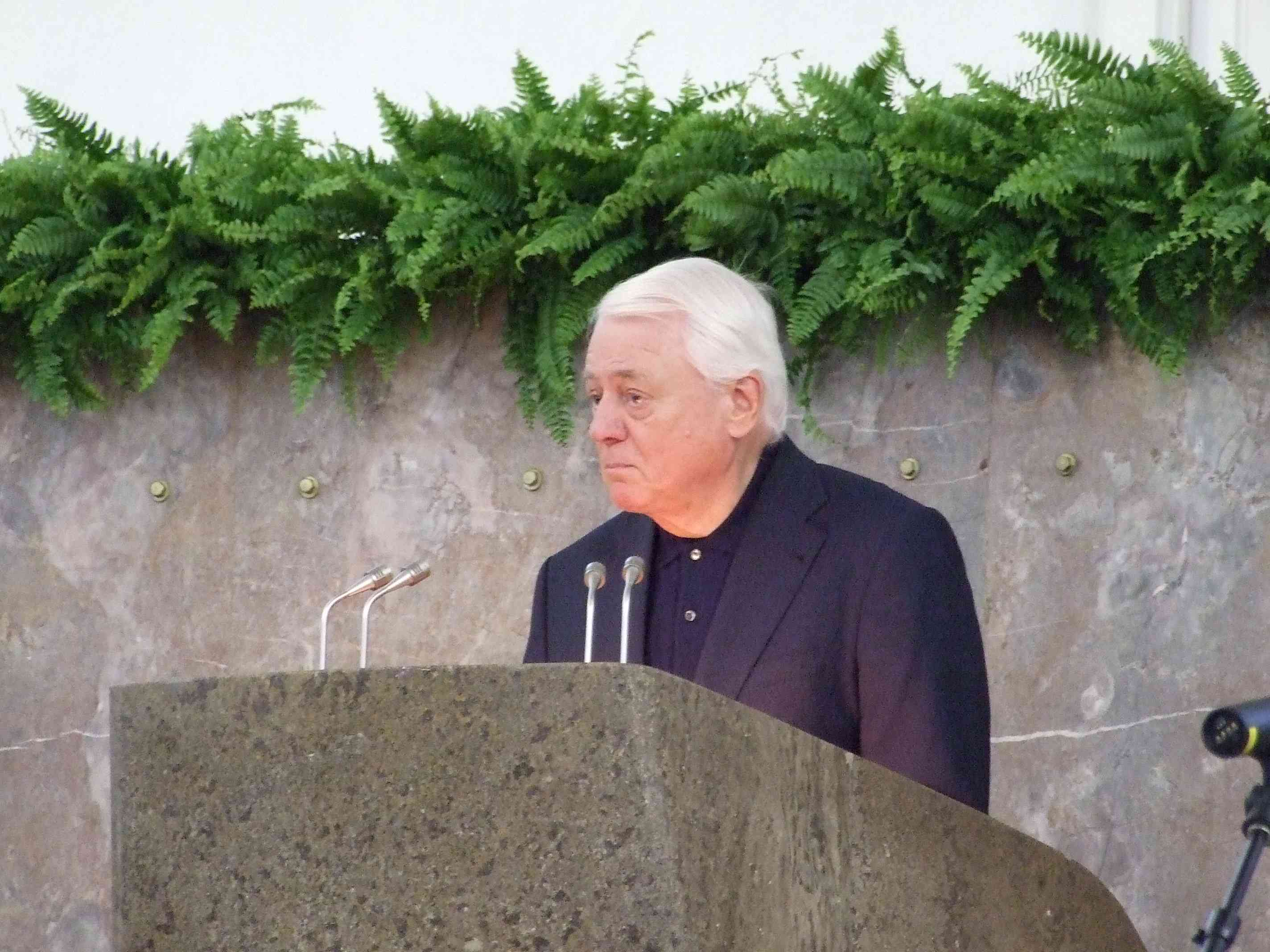
Alexander Kluge, 2009, bei seiner Dankesrede zum Adorno-Preis

In Zusammenarbeit mit dem Soziologen Oskar Negt verfasste er mehrere Schriften und Bücher, darunter Öffentlichkeit und Erfahrung (1972), Geschichte und Eigensinn (1981) und Maßverhältnisse des Politischen (1992). Diese Bücher wurden 2001 von den beiden Autoren zusammen unter dem Titel Der unterschätzte Mensch neu herausgegeben.
1958 absolvierte Kluge ein Volontariat bei CCC-Film, während Fritz Lang dort den Film Das indische Grabmal drehte. Bei den 8. Westdeutschen Kurzfilmtagen in Oberhausen 1962 war Kluge einer der Initiatoren des Oberhausener Manifestes, einer politischen und ästhetischen Unabhängigkeitserklärung junger deutscher Filmemacher, die die Abkehr vom alten deutschen Film fordert. In den 1960ern wurde Kluge durch Filme wie Abschied von gestern (1966) ein wichtiger Repräsentant des Neuen Deutschen Films und des Autorenfilms.
Kluge gilt als Autorität auf dem Gebiet der Filmtheorie und ist Verfasser diverser Standardwerke zur Filmanalyse. Seine theoretische Konzeption war prägend für den avantgardistisch-intellektuellen Neuen Deutschen Film der 1970er- und 1980er-Jahre.
Der Großteil seines schriftstellerischen Werkes ist literarischer Natur – zumeist Kurz- und Kürzestgeschichten. Die 1962 erfolgte Einladung zur Gruppe 47 kann als Beginn der Karriere gesehen werden. Er selbst sieht sich mehr als Autor denn als Filmemacher: „Ich bin und bleibe in erster Linie ein Buchautor, auch wenn ich Filme hergestellt habe oder Fernsehmagazine.“ Die im Jahr 2000 erschienene Chronik der Gefühle mit den beiden Teilbänden Basisgeschichten und Lebensläufe ist eine Sammlung des bis dahin erschienenen literarischen Werks von Alexander Kluge. 2003 erschien mit Die Lücke, die der Teufel läßt eine Zusammenstellung 500 neuer Geschichten, die sich insbesondere mit den Ereignissen des 11. September 2001 beschäftigen. 2006 veröffentlichte Alexander Kluge 350 weitere Geschichten unter dem Titel Tür an Tür mit einem anderen Leben.
Im Juni 2012 hielt er auf Einladung der Goethe-Universität seine Frankfurter Poetik-Vorlesung, in der er sich mit Theorie und Praxis der Narration auseinandersetzte. Unter dem Titel Theorie der Erzählung hielt Kluge vier Vorträge, die sowohl ausgesprochen gut besucht als auch im Feuilleton begeistert besprochen wurden. Im April 2013 erschien die Poetikdozentur auch auf DVD mit ausführlichem Begleitheft sowie einer Lesung im Literaturhaus Frankfurt, die direkt nach der Abschlussvorlesung stattfand und an diese noch einmal anknüpfte.
Seine Ausstellung Pluriversum. Die poetische Kraft der Theorie, die er 2017 im Essener Folkwang Museum und 2018 in Wien, im Folgejahr im Literaturhaus München zeigte, bietet eine Werkschau von Kluges künstlerischem Schaffen. Sein unablässiges Erzählen und Verknüpfen folgt dem Wunderkammerprinzip, wobei er nicht müde wird zu betonen, wie sehr Hans Magnus Enzensberger ihn beeinflusst habe.

### Fernsehproduzent
Mit der Gründung der dctp (Development Company for Television Program) 1987 gelang es ihm, eine Plattform für unabhängige Programme im deutschen Privatfernsehen zu schaffen. Die Gesellschafter von dctp sind Alexander Kluge (37,5 %), die japanische Werbeagentur Dentsu (37,5 %), der Spiegel-Verlag (12,5 %) und die Neue Zürcher Zeitung AG (12,5 %).
Seitdem ist Alexander Kluge verantwortlich für die unabhängigen TV-Kulturmagazine 10 vor 11 und Prime-Time/Spätausgabe in RTL Television, News & Stories in Sat.1 sowie Mitternachtsmagazin, dctp Reportage und teilweise dctp Nachtclub in VOX. Etwa monatlich wird außerdem Die Stunde der Filmemacher im Nachtprogramm von Sat.1 ausgestrahlt. „Sein Ziel“ sei es, so heißt es auf Kluges Homepage, „das Fernsehen offen zu halten für das, was außerhalb des Fernsehens stattfindet“.
Das DCTP-Engagement bei RTL hat ihm unter anderem den Vorwurf eingetragen, dass die DCTP ungerechtfertigterweise einen privilegierten Zugang bzw. eine Monopolstellung als sogenannter „Drittsendeanbieter“ bei RTL habe. Der frühere ARD-Tagesthemen-Moderator Ulrich Wickert reichte im August 2008 in diesem Zusammenhang eine Klage gegen die zuständige Landesmedienanstalt in Niedersachsen vor dem Verwaltungsgericht Hannover ein. Beigeladen waren RTL und Alexander Kluge. Alle drei Parteien wiesen die Vorwürfe zurück.
Für die DCTP-Kulturmagazine führte Alexander Kluge zwischen Juni 1988 und November 1995 zahlreiche Interviews und Diskussionen mit dem befreundeten Dramatiker Heiner Müller, die seit 2007 auf einer gemeinsamen Internetseite der Cornell-Universität und der Universität Bremen öffentlich zugänglich sind.
Anlässlich des 75. Geburtstages von Alexander Kluge erschien 2007 eine 16 DVDs umfassende Werkschau aller 57 Kinofilme (Kurz- und Spielfilme, ergänzt durch ausgewählte Fernseharbeiten und Texte); diese gaben das Goethe-Institut, das Filmmuseum München und die Kulturstiftung des Bundes gemeinsam heraus.
Im Jahr 2015 übergab er sein Archiv der Akademie der Künste zu Forschungszwecken.

## Positionen
Er kritisierte im September 2019 mit rund 250 Kulturschaffenden, dass die Stadt Dortmund die Verleihung des Nelly-Sachs-Preises an die Schriftstellerin Kamila Shamsie wegen deren Unterstützung der Kampagne Boycott, Divestment and Sanctions widerrufen hatte.
Im Zuge des russischen Überfalls auf die Ukraine 2022 meldete sich Kluge mehrfach zu Wort. Er verurteilte den Angriff Russlands, sah aber auch die Ukraine und die NATO in der Verantwortung: „Die Bosheiten sind auf beiden Seiten gut verteilt.“ In der Ukraine ortete er „Hitzköpfe“, die nicht die Bevölkerung repräsentieren würden. Wenn die Ukraine versuche, diesen Krieg zu gewinnen, sei sie „auf dem falschen Dampfer“. Dem Botschafter der Ukraine in Deutschland Andrei Melnik warf er zudem eine „Beeinflussung des Bundeskanzlers“ vor, die „eine aggressive Haltung hat“. Auch kritisierte er, dass der „von uns gar nicht gewählte ukrainische Präsident“ im Bundestag eine Rede gehalten habe und mit Ovationen bedacht wurde.
Nachdem Opernhäuser Auftritte der Opernsängerin Anna Netrebko abgesagt hatten, die wegen ihrer Nähe zu Wladimir Putin in Kritik geraten war, verglich er diese Absagen mit „Kriegshetze“, wie sie 1914 stattgefunden habe.
Er sprach sich gegen Sanktionen gegen Russland aus sowie gegen schwere Waffenlieferungen für die Ukraine. Ende April 2022 war Kluge Erstunterzeichner des in der Zeitschrift Emma veröffentlichten Offenen Briefs an Bundeskanzler Scholz, in dem er sich gegen Waffenlieferungen an die Ukraine ausspricht, aus Sorge vor einem Dritten Weltkrieg. Der Brief ist von zehntausenden Bürgern mitunterzeichnet worden, hat aber auch massive Kritik ausgelöst.

## Werke

### Filme
- 1961: Brutalität in Stein (Kurzfilm, mit Peter Schamoni)
  - Rennen (Kurzfilm, mit Paul Kruntorad)
- 1963: Lehrer im Wandel (Kurzfilm, mit Karen Kluge)
- 1964: Porträt einer Bewährung (Kurzfilm)
- 1966: Abschied von gestern
  - Pokerspiel (Kurzfilm)
- 1967: Frau Blackburn, geb. 5. Jan. 1872, wird gefilmt (Kurzfilm)
- 1968: Die Artisten in der Zirkuskuppel: ratlos
  - Feuerlöscher e. a. Winterstein (Kurzfilm)
- 1969: Die unbezähmbare Leni Peickert
  - Willi Tobler und der Untergang der 6. Flotte, 1977 neu ediert unter dem Titel Zu böser Schlacht schleich ich heut nacht so bang
- 1970: Der große Verhau
  - Ein Arzt aus Halberstadt (Kurzfilm)
- 1971: Wir verbauen 3 × 27 Milliarden Dollar in einen Angriffsschlachter (Kurzfilm)
- 1973: Besitzbürgerin, Jahrgang 1908 (Kurzfilm)
  - Gelegenheitsarbeit einer Sklavin
- 1974: Richtlinien und Märchen (Kurzfilm)
  - In Gefahr und größter Not bringt der Mittelweg den Tod (mit Edgar Reitz)
- 1975: Der starke Ferdinand
- 1977: Die Menschen, die das Stauffer-Jahr vorbereiten (mit Maximiliane Mainka)
  - Nachrichten von den Stauffern I und II (mit Maximiliane Mainka)
- 1978: Deutschland im Herbst (mit Volker Schlöndorff, Rainer Werner Fassbinder, Edgar Reitz und anderen)
- 1979: Die Patriotin
- 1980: Der Kandidat (mit Volker Schlöndorff, Stefan Aust und Alexander von Eschwege)
- 1982: Krieg und Frieden (mit Stefan Aust, Axel Engstfeld und Volker Schlöndorff)
- 1983: Biermann-Film (Kurzfilm, mit Edgar Reitz)
  - Auf der Suche nach einer praktisch-realistischen Haltung (Kurzfilm)
  - Die Macht der Gefühle (Episodenfilm, Schauspiel-Debüt von Barbara Auer)
- 1985: Der Angriff der Gegenwart auf die übrige Zeit
- 1986: Vermischte Nachrichten
- 2008: Nachrichten aus der ideologischen Antike. Marx – Eisenstein – Das Kapital (film edition suhrkamp 1, 3 DVD, mit einem Essay von Alexander Kluge. 570 Minuten. 4:3, Farbe und Schwarzweiß. Mono)[26]
- 2009: Früchte des Vertrauens (film edition suhrkamp 14)[27]
- 2010: Wer sich traut, reißt die Kälte vom Pferd (film edition suhrkamp 21)[28]
- 2011: Mensch 2.0 (mit Basil Gelpke)
- 2012: Theorie der Erzählung. Frankfurter Poetikvorlesungen 2012 (film edition suhrkamp 34)[29]
- 2014: Ballett der Macht (mit Stefan Aust)
- 2017: Der mit den Bildern tanzt (mit Anselm Kiefer)
- 2018: Happy Lamento (Kinofilm, in Zusammenarbeit mit Khavn De La Cruz)
- 2019: Winter of Love
- 2020: Orphea (in Zusammenarbeit mit Khavn De La Cruz)
- 2021: Auf Messers Schneide: Das Jahr 1929
- 2024: Cosmic Miniatures
- 2025: Primitive Diversity

### Schriften
- Die Universitäts-Selbstverwaltung. Ihre Geschichte und gegenwärtige Rechtsform. (Dissertation), Klostermann, Frankfurt am Main, 1958.
- Lebensläufe. Goverts, Stuttgart; auch: Suhrkamp, Frankfurt am Main 1962/1986 (erw. Ausgabe), ISBN 3-518-01911-2.
- Schlachtbeschreibung. Walter, Olten/Freiburg im Breisgau; auch: Suhrkamp, Frankfurt am Main 1964/1993 (erw. und veränderte Neuausg., 2. Aufl.), ISBN 3-518-11193-0.
- Die Artisten in der Zirkuskuppel: ratlos. Die Ungläubige. Projekt Z. Sprüche der Leni Peickert. Piper, München 1968.
- mit Oskar Negt: Öffentlichkeit und Erfahrung – Zur Organisationsanalyse von bürgerlicher und proletarischer Öffentlichkeit, Suhrkamp, Frankfurt am Main 1972.
- Lernprozesse mit tödlichem Ausgang. Suhrkamp, Frankfurt am Main 1973/1988 (4. Auflage), ISBN 3-518-10665-1.
- Gelegenheitsarbeit einer Sklavin. Zur realistischen Methode. Suhrkamp, Frankfurt am Main, 1975, ISBN 3-518-10733-X.
- Unheimlichkeit der Zeit. Neue Geschichten. Hefte 1–18, Suhrkamp, Frankfurt am Main, 1977, ISBN 3-518-10819-0.
- Die Patriotin. Texte/Bilder 1–6. Zweitausendeins, Frankfurt am Main, 1979.
- mit Oskar Negt: Geschichte und Eigensinn. Zweitausendeins, Frankfurt am Main 1981; auch: Suhrkamp, Frankfurt am Main 1993, ISBN 3-518-11700-9.
  - Band 1: Geschichtliche Organisation der Arbeitsvermögen.
  - Band 2: Deutschland als Produktionsöffentlichkeit.
  - Band 3: Gewalt des Zusammenhangs.
- Die Macht der Gefühle. Zweitausendeins, Frankfurt am Main, 1984.
- mit Oskar Negt: Maßverhältnisse des Politischen. 15 Vorschläge zum Unterscheidungsvermögen, Fischer Verlag, Frankfurt am Main 1992, ISBN 3-10-051505-6.
- Die Wächter des Sarkophags. 10 Jahre Tschernobyl. Rotbuch, Hamburg 1996, ISBN 3-88022-401-3.
- Momentaufnahmen aus unserer Zusammenarbeit. In: Wolfgang Lenk (Hrsg.): Kritische Theorie und politischer Eingriff: Oskar Negt zum 65. Geburtstag, Offizin, Hannover 1999, ISBN 3-930345-19-6, S. 25–41.
- In Gefahr und größter Not bringt der Mittelweg den Tod. Texte zu Kino, Film, Politik. Hrsg. von Christian Schulte. Vorwerk 8, Berlin 1999, ISBN 3-930916-28-2.
- Chronik der Gefühle. Suhrkamp, Frankfurt am Main 2000, ISBN 3-518-41202-7.
  - Band 1: Basisgeschichten.
  - Band 2: Lebensläufe.
- mit Oskar Negt: Der unterschätzte Mensch. Gemeinsame Philosophie in zwei Bänden. Zweitausendeins, Frankfurt am Main 2001, ISBN 3-86150-427-8.
  - Band 1: Suchbegriffe / Öffentlichkeit und Erfahrung / Massverhältnisse des Politischen.
  - Band 2: Geschichte und Eigensinn.
- Verdeckte Ermittlung. Merve Verlag, Berlin 2001, ISBN 978-3-88396-168-2.
- Die Kunst, Unterschiede zu machen. Suhrkamp, Frankfurt am Main 2003, ISBN 3-518-41448-8.
  - Die Lücke, die der Teufel lässt. Im Umfeld des neuen Jahrhunderts. Suhrkamp, Frankfurt am Main 2003, ISBN 3-518-41488-7, ISBN 3-518-41489-5 (Suhrkamp-Taschenbuch, ISBN 3-518-45737-3).
  - Vom Nutzen ungelöster Probleme. Dirk Baecker, Alexander Kluge. Merve Verlag, Berlin 2003, ISBN 978-3-88396-186-6.
- Fontane – Kleist – Deutschland – Büchner: Zur Grammatik der Zeit. Wagenbach, Berlin 2004, ISBN 3-8031-1224-9.
- Tür an Tür mit einem anderen Leben. 350 neue Geschichten. Suhrkamp, Frankfurt am Main 2006, ISBN 3-518-41864-5, ISBN 3-518-41823-8 (Inhaltsangabe)
- Geschichten vom Kino. Suhrkamp, Frankfurt am Main 2007, ISBN 3-518-45830-2 (Inhaltsangabe)
  - Eigentum am Lebenslauf – Das Gesamte im Werk des Alexander Kluge, Hörspiel
- Der Luftangriff auf Halberstadt am 8. April 1945. Autobiographie und Dokumentation. Suhrkamp, Frankfurt am Main 2008.
- Soll und Haben. Fernsehgespräche (mit Joseph Vogl), diaphanes, Berlin 2009, ISBN 978-3-03734-051-6.
  - Das Labyrinth der zärtlichen Kraft. 166 Liebesgeschichten. Suhrkamp, Frankfurt am Main, ISBN 978-3-518-42125-3.
  - Chronik der Gefühle. Hörspiel, Bayerischer Rundfunk.
- mit Gerhard Richter: Dezember. Suhrkamp, Berlin 2010, ISBN 978-3-518-22460-1.
- Das Bohren harter Bretter. 133 politische Geschichten, Mitarbeit und Redaktion: Thomas Combrink und mit einem Gastbeitrag von Reinhard Jirgl, Suhrkamp, Berlin 2011, ISBN 978-3-518-42219-9.
  - Die Pranke der Natur (und wir Menschen) – Das Erdbeben in Japan, das die Welt bewegte, und das Zeichen von Tschernobyl. Hörspiel, Ursendung am 26. November 2011 im Bayerischen Rundfunk[30] (CD-Edition, ISBN 978-3-88897-762-6).
- Das fünfte Buch: Neue Lebensläufe. 402 Geschichten, Mitarbeit: Thomas Combrink, Suhrkamp, Berlin, ISBN 978-3-518-42242-7.[31]
  - Personen und Reden. Wagenbach, Berlin 2012, ISBN 978-3-8031-1282-8.
- Die Entsprechung einer Oase. Essay für die digitale Generation. Mikrotext, Berlin 2013, ISBN 978-3-944543-01-7 (E-Book).
- „Wer ein Wort des Trostes spricht, ist ein Verräter.“ 48 Geschichten für Fritz Bauer. Suhrkamp, Berlin 2013, ISBN 978-3-518-42350-9.
- mit Gerhard Richter: Nachricht von ruhigen Momenten. Suhrkamp, Berlin 2013, ISBN 978-3-518-22477-9.
- 30. April 1945 – Der Tag, an dem Hitler sich erschoß und die Westbindung der Deutschen begann. Mit einem Gastbeitrag von Reinhard Jirgl. Suhrkamp, Berlin 2014, ISBN 978-3-518-42420-9.
- Le Moment fugitif. Nimbus, Wädenswil 2014, ISBN 978-3-03850-009-4.
- Kongs große Stunde. Chronik des Zusammenhangs. Suhrkamp, Berlin 2015, ISBN 978-3-518-42494-0.
- Ferngespräche. Über Eisenstein, Marx, das Kapital, die Liebe und die Macht der zärtlichen Kraft. (mit Rainer Stollmann), Vorwerk 8, Berlin 2016, ISBN 978-3-940384-76-8.
- mit Georg Baselitz: Weltverändernder Zorn: Nachricht von den Gegenfüßlern. Suhrkamp, Berlin 2017, ISBN 978-3-518-22501-1.
- Schnee über Venedig, mit Ben Lerner, Spector Books, Leipzig 2018, ISBN 978-3-95905-253-5.
- Lesen und schreiben lernen, „Buchstaben des Lebens“, ISBN 978-3-940998-92-7 (Ausstellungsobjekt in Alexander Kluge/Christoph Mauny: „Bauhaus, ‚Jugend‘, ABC & Utopie“, Gotha 2019), 2019.
- Russland-Kontainer, Suhrkamp, Berlin 2020, ISBN 978-3-518-42892-4.
- Trotzdem, mit Ferdinand von Schirach, Luchterhand Literaturverlag, München 2020, ISBN 978-3-630-87658-0. Wurde Spiegel-Bestseller des Jahres 2020.
- Senkblei der Geschichten, mit Joseph Vogl, Diaphanes, Zürich 2020, ISBN 978-3-0358-0347-1.
- Napoleon Kommentar. "Ein Mensch aus Trümmern gegossen", mit drei Zeichnungen von Georg Baselitz, Spector Books, Leipzig 2021, ISBN 978-3-95905-444-7
- Schramme am Himmel. Nachrichten vom Helden Hagen, mit Jonathan Meese, Spector Books, Leipzig 2022, ISBN 978-3-95905-564-2.
- Zirkus / Kommentar, Suhrkamp, Berlin 2022, ISBN 978-3-518-43023-1.
- mit Katharina Grosse: Das Separatrix Projekt, Spector Books, Leipzig 2022, ISBN 978-3-95905-678-6.
- Das Buch der Kommentare. Unruhiger Garten der Seele, Suhrkamp, Berlin 2022, ISBN 978-3-518-43024-8.
- Kriegsfibel 2023, Suhrkamp, Berlin 2023, ISBN 978-3-518-43153-5.
- Heinrich von Kleist – Ein Gewitterleben, Wallstein, Göttingen 2023, ISBN 978-3-8353-5398-5.
- mit Stefan Aust: Befreit die Tatsachen von der menschlichen Gleichgültigkeit – Gespräche und Projekte. Piper, München 2023, ISBN 978-3-492-07213-7.
- mit Oskar Negt: Kant Kommentare, Spector Books, Leipzig 2023, ISBN 978-3-95905-770-7.
- Der Konjunktiv der Bilder, Spector Books, Leipzig 2024, ISBN 978-3-95905-836-0.
- mit Anselm Kiefer: »Klugheit ist die Kunst, unter verschiedenen Umständen getreu zu bleiben«. Suhrkamp, Berlin 2024, ISBN 978-3-518-22557-8.
- mit Rainer Stollmann: Vom Auswildern der Gespenster. Kulturverlag Kadmos, Berlin 2024, ISBN 978-3-86599-583-4.
- mit Thomas Thiede: Auf der Schotterpiste der Moderne. Distanz Verlag, Berlin 2024, ISBN 978-395476-685-7.
- Aus dem Bauhaus der Natur. Wallstein Verlag, Göttingen 2025, ISBN 978-3-8353-5864-5.
- Sand und Zeit. Suhrkamp, Berlin 2025, ISBN 978-3-518-43249-5
- Wer auch immer siegt, stürzt ab. Stalingrad - Aufbau eines organisierten Unglücks Neue Chemnitzer Kunsthütte, Chemnitz 2025, ISBN 978-3-937176-48-2

### Hörspiele und Features
- 2009: Chronik der Gefühle. Hörspiel in 14 Teilen. Mit Alexander Kluge, Wolfgang Hinze, Ilja Richter, Hanns Zischler, Johannes Herrschmann, Nico Holonics, Christian Friedel, Hannelore Hoger, Sandra Hüller, Wim Wenders. Musik: David Grubbs sowie die Solisten des Symphonieorchesters des Bayerischen Rundfunks. Bearbeitung und Regie: Karl Bruckmaier. BR-Hörspiel und Medienkunst 2009. Als Podcast/Download im BR Hörspiel Pool[32]
- 2011: Die Pranke der Natur (und wir Menschen). Das Erdbeben in Japan, das die Welt bewegte, und das Zeichen von Tschernobyl. Hörspiel in zwei Teilen. Mit Kathrin von Steinburg, Hannelore Hoger, Katja Bürkle, Jochen Striebeck, Gabriel Raab, Nico Holonics, Helmut Stange, Alexander Kluge, Edgar Reitz, Helge Schneider. Musik: Gustav, Ikue Mori, Bearbeitung und Regie: Karl Bruckmaier. BR-Hörspiel und Medienkunst 2011. Als Podcast/Download im BR Hörspiel Pool.[33]
- 2015: 30. April 1945: Der Tag, an dem Hitler sich erschoß und die Westbindung der Deutschen begann. Hörspiel in zwei Teilen. Mit Alexander Kluge, Dr. Mark Benecke, Helge Schneider u. a. Bearbeitung und Regie: Karl Bruckmaier. BR-Hörspiel und Medienkunst 2015. Hörbuchedition Verlag Antje Kunstmann: ISBN 978-3-95614-050-1.
- 2015: Thomas von Steinaecker: Orson Welles. Ein Puzzle – Regie: Claudia Kattanek (Feature – DLF)
- 14.–20. Februar 2022: Gotha hört Alexander Kluge. Hörbuch-Installation am Gothaer Bahnhof zum 90. Geburtstag des Autors. Regie und Bearbeitung: Christoph Mauny. Stiftung Schloss Friedenstein Gotha in Kooperation mit der Stadt Gotha.[34][35]
- 2022: Unruhiger Garten der Seele. Mit Katja Bürkle, Sabine Gietzelt, Stefan Merki, Gabriel Raab, Helge Schneider, Jonathan Meese. Regie: Karl Bruckmaier. Als Podcast/Download im BR Hörspiel Pool[36]
- 2024: Der Stein in der Tasche. Hörspiel mit Alexander Kluge, Karl Bruckmaier, Katja Bürkle, Helga Fellerer, Johannes Herrschmann, Stefan Merki, Meinhard Prill, Oskar Negt, Hannelore Hoger, Sandra Hüller, Monika Manz. Komposition: mapstation, Bearbeitung und Regie: Karl Bruckmaier, Produktion: BR (Ursendung 21. April 2024)

## Auszeichnungen (Auswahl)

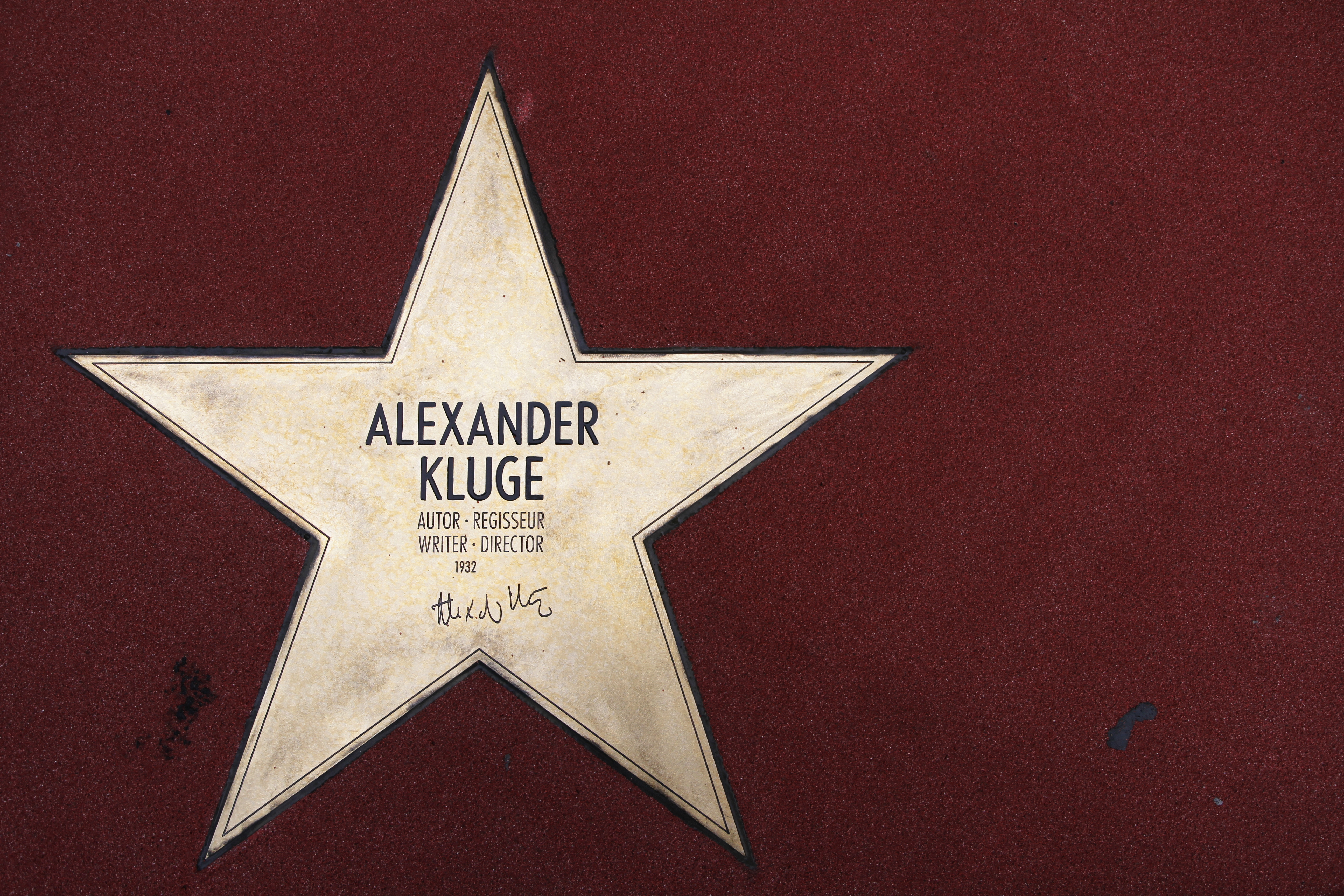
Kluges Stern auf dem Boulevard der Stars (2011)

- 1964: Förderpreis (Literatur) des Berliner Kunstpreises
- 1966: Bayerischer Kunstförderpreis (Sparte Literatur)
- 1966: Silberner Löwe der Filmfestspiele von Venedig für Abschied von Gestern
- 1967: 2× Filmband in Gold (Produktion, Regie) für Abschied von Gestern
  - Bambi (1967)
- 1968: Goldener Löwe der Filmfestspiele von Venedig für Die Artisten in der Zirkuskuppel: Ratlos
- 1969: Filmband in Gold für Die Artisten in der Zirkuskuppel: Ratlos
- 1975: Filmband in Gold (Musikdramaturgie) für In Gefahr und größter Not bringt der Mittelweg den Tod
- 1976: FIPRESCI-Preis für Der starke Ferdinand (Internationale Filmfestspiele von Cannes 1976)
- 1978: Filmband in Gold (Konzeption) für Deutschland im Herbst im Team
- 1979: Bremer Literaturpreis
  - Fontane-Preis
  - Filmband in Silber für Die Patriotin
- 1982: Filmband in Gold für die Unterzeichner des Oberhausener Manifestes
- 1983: FIPRESCI-Preis der Filmfestspiele von Venedig für Die Macht der Gefühle
- 1985: Kleist-Preis
- 1986: Kultureller Ehrenpreis der Landeshauptstadt München
- 1993: Heinrich-Böll-Preis
- 1996: Ricarda-Huch-Preis[37]
- 1990: Adolf-Grimme-Preis mit Silber für Geld: Die letzten Tage der Krise – Interview mit Graf Galen
- 1992: Adolf-Grimme-Preis mit Gold für 10 vor 11: Das Goldene Vlies
- 2001: Schiller-Gedächtnispreis
  - Literaturpreis der Stadt Bremen für Chronik der Gefühle
  - Hanns-Joachim-Friedrichs-Preis
- 2002: Lessing-Preis für Kritik
- 2003: Georg-Büchner-Preis
- 2006: Filmpreis der Stadt Hof (Internationale Hofer Filmtage)
- 2007: Großes Bundesverdienstkreuz[38]
- 2008: Deutscher Filmpreis (Ehrenpreis)
  - Bruno-Kreisky-Preis für das politische Buch, mit Oskar Negt[39]
- 2009: Theodor-W.-Adorno-Preis
- 2010: Deutscher Hörbuchpreis in der Kategorie Beste Fiktion für Chronik der Gefühle, gelesen von Ilja Richter, Peter Fricke und Hanns Zischler (Regie Karl Bruckmaier, Produktion BR, Antje Kunstmann Verlag München)
  - Adolf-Grimme-Preis, Besondere Ehrung des Deutschen Volkshochschul-Verbandes für Verdienste um die Entwicklung des Fernsehens
  - Stern auf dem Boulevard der Stars in Berlin
- 2014: Heinrich-Heine-Preis[40][41]
- 2016: Journalist des Jahres in der Kategorie „Lebenswerk“, Medium Magazin[42]
- 2017: Ehrenbürger der Stadt Halberstadt[43]
- 2017: Jean-Paul-Preis für das literarische Lebenswerk
- 2019: Klopstock-Preis für neue Literatur des Landes Sachsen-Anhalt[44]
- 2020: Friedenstein-Preis der Stadt Gotha[45]
- 2022: Verdienstorden des Landes Sachsen-Anhalt
- 2024 Aufnahme in den Orden Pour le Mérite[46]
- 2025: Großes Bundesverdienstkreuz mit Stern[47]

## Ausstellungen

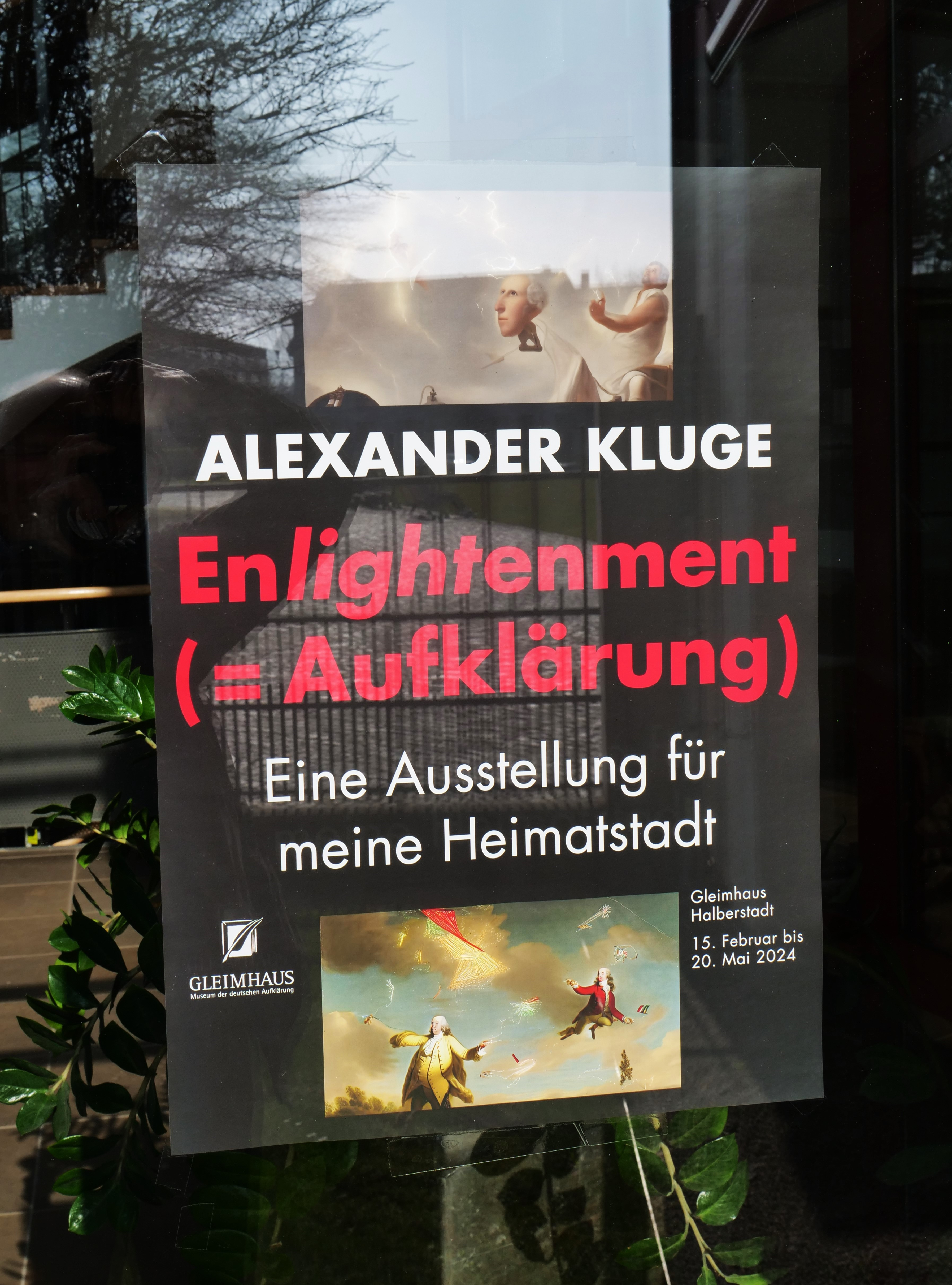
Plakat zur Kluge-Ausstellung Enlightenment (=Aufklärung) im Gleimhaus 2024

- 2013: Rétrospective – Prospective, Odyssée Cinéma. Alexander Kluge. Cinémathèque française, Paris[48]
- 2013/2014: Alexander Kluge, Halberstadt. Gleimhaus, Halberstadt[49]
- 2014: 70.000 Jahre wie ein Tag. Alexander Kluges aktuelle Fernseharbeiten. Filme, dazu eine Installation – verwunschenes Gelände. Deutsche Kinemathek – Museum für Film und Fernsehen, Berlin[50]
- 2016/2017: Gardens of Cooperation. Alexander Kluge. La Virreina Centre de la Imatge, Palau de la Virreina, Barcelona[51]
- 2017: The Boat is Leaking. The Captain Lied. Crossmediale Ausstellung mit Thomas Demand und Anna Viebrock. Ca’ Corner della Regina, Fondazione Prada, Venedig[52]
- 2017/2018: Alexander Kluge. Pluriversum. Erste eigenständige Ausstellung Alexander Kluges. Museum Folkwang, Essen[53]
- 2017/2018: Alexander Kluge. Gärten der Kooperation. Württembergischer Kunstverein Stuttgart, Stuttgart[54]
- 2018: Alexander Kluge. Pluriversum. 21er Haus, Wien[55]
- 2019: Alexander Kluge. Pluriversum. Die poetische Kraft der Theorie im Literaturhaus München von 30. Mai bis 29. September alle we2019
- 2019: Alexander Kluge. DIE MACHT DER MUSIK – DIE OPER – Tempel der Ernsthaftigkeit von 20. Oktober 2019 bis 19. April 2020 Museum Ulm & Kunsthalle Weishaupt[56][57]
- 2020: Alexander Kluge. Oper: Der Tempel der Ernsthaftigkeit, Württembergischer Kunstverein Stuttgart
- 2024: Alexander Kluge – Enlightenment (=Aufklärung). Gleimhaus in Halberstadt, 15. Februar bis 20. Mai 2024.
- 2025: Alexander Kluge: Wer auch immer siegt, stürzt ab, Neue Sächsische Galerie Chemnitz / Neue Chemnitzer Kunsthütte e. V., 27. Juni bis 21. September 2025

## Mitgliedschaften (Auswahl)
- PEN-Zentrum Deutschland seit 1965
- Akademie der Künste Berlin-Brandenburg seit 1972
- Deutsche Akademie für Sprache und Dichtung, Darmstadt seit 1982
- Bayerische Akademie der Schönen Künste seit 1994

## Dokumentationen

### Film
- Alexander Kluge – Tür an Tür mit einem anderen Leben. Dokumentation, Deutschland, 45 Min., Regie: Andreas Ammer, Produktion: SWR, Erstsendung: 14. Mai 2009, Inhaltsangabe

### Hörfunk
- Jochen Rack: Chronist der Gefühle. Deutschlandfunk, Lange Nacht, 11. Februar 2012 (Eine Lange Nacht über Alexander Kluge zum 80. Geburtstag; 25. Februar 2012)
- Alexander der Kluge: Chronist und Universalist. Dokumentation. Autorin: Cornelia Zetzsche, Bayerischer Rundfunk, 55 min, 19. Februar 2022